# Эбсторф
Эбсторф (нем. Ebstorf) — община в Германии, в земле Нижняя Саксония.
Входит в состав района Ильцен. Подчиняется управлению Альтес Амт Эбсторф. Население составляет 5300 человек (на 31 декабря 2010 года). Занимает площадь 27,26 км².
Коммуна подразделяется на 2 сельских округа.